# Óscar Soliz
Óscar Soliz Villca (nascido em 9 de janeiro de 1985) é um ciclista profissional boliviano, da equipe continental Movistar América.

## Olimpíadas
Participou, representando a Bolívia, dos Jogos Olímpicos de Verão de 2016 no ciclismo de estrada.